# Peter Dubovský
Pour les articles homonymes, voir Peter Dubovský (homonymie).
Peter Dubovský (né le 7 mai 1972 — mort le 23 juin 2000) est un footballeur slovaque. Il jouait au poste d'attaquant. Il est décédé à l'âge de 28 ans d'une chute d'une dizaine de mètres après avoir glissé aux abords d'une chute d'eau sur l'île de Ko Samui en Thaïlande.

## Biographie

### Carrière en clubs
- Slovan Bratislava : 1989-1993
- Real Madrid : 1993-1995
- Real Oviedo : 1995-2000

### Carrière en équipe nationale
- 14 sélections et 6 buts en équipe de Tchécoslovaquie  entre 1991 et 1993
- 33 sélections et 12 buts en équipe de Slovaquie  entre 1994 et 2000

## Palmarès

### En club
| Slovan Bratislava - Championnat de Tchécoslovaquie (1) : - Champion : 1991-92. - Vice-champion : 1990-91. - Meilleur buteur : 1991-92 et 1992-93. |  | Real Madrid - Championnat d'Espagne (1) : - Champion : 1994-95. |

### Distinctions personnelles
- Footballeur slovaque de l'année :
  - Vainqueur : 1993.